# 蘇子鴻
蘇子鴻，字少琴，廣東順德人。清朝名畫家，善長描繪人物。
蘇六朋之子，其人物畫像兩父子有異曲同工之妙。蘇六朋曾給蘇子鴻題材砌磋繪畫，結果青出於藍，人物描繪栩栩如生，與其父蘇六朋之藝術文會圖，並稱人物描繪雙冠軍。

## 作品
蘇子鴻設色人物畫對 ( 清朝咸豐年作品 ): 
1) 壽星, 2) 仕女.
蘇子鴻設色人物故事 ( 清朝咸豐年作品 ): 
1) 孟母, 2) 教五子, 3) 投壺, 4) 去官, 5) 九老, 6) 佳節思親, 7) 八仙, 8) 講經, 9) 授經, 10)四皓.